# Emiliano Zapata, Chalchihuitán
Emiliano Zapata är en ort i Mexiko.   Den ligger i kommunen Chalchihuitán och delstaten Chiapas, i den sydöstra delen av landet, 700 km öster om huvudstaden Mexico City. Emiliano Zapata ligger 1 355 meter över havet och antalet invånare är 302.
Terrängen runt Emiliano Zapata är bergig norrut, men söderut är den kuperad. Runt Emiliano Zapata är det ganska tätbefolkat, med 134 invånare per kvadratkilometer. Närmaste större samhälle är Simojovel de Allende, 19,9 km norr om Emiliano Zapata. Omgivningarna runt Emiliano Zapata är en mosaik av jordbruksmark och naturlig växtlighet.